# Bad Reputation (Vacca)
Bad Reputation è il decimo album in studio del rapper italiano Vacca, pubblicato il 10 aprile 2020 dalla Solo Bombe.

## Descrizione
L'album rappresenta il terzo ed ultimo capitolo della trilogia iniziata dall'artista nel 2018 con Don e proseguita l'anno successivo con Don Vacca Corleone.

## Promozione
Al fine di anticipare Bad Reputation sono stati pubblicati tre singoli: Oki, Sottovalutato con Vaz Tè dei Wild Bandana e Colpiscimi.
Il 10 giugno dello stesso anno è uscita un'edizione deluxe comprensiva di dieci bonus track.

## Tracce
1. Oki – 3:11
2. Bad Reputation – 3:00
3. Complicato – 3:21
4. Sottovalutato (ft. Vaz Tè) – 4:15
5. Differente – 3:26
6. Il contatto (ft. Sickness El Bandog) – 3:32
7. Colpiscimi – 3:23
8. Religione (ft. Enigma) – 3:22
9. Filo spinato (ft. L'Elfo) – 3:28
10. La verità – 2:35
11. 24/7 (ft. Locker) – 3:26

Tracce bonus nell'edizione limita in vinile
1. C'est la vie (ft. Jamil)
2. Blood a Blood (ft. Inoki)
3. Don
4. Accalappianani 2.0
5. Merci beaucoup (ft. Jamil)
6. Calimocho
7. Biggie
8. Missione completa (ft. L'Elfo)
9. Ne voglio di più (ft. Jamil)
10. Mi ferma nessuno

Tracce bonus nell'edizione deluxe digitale
1. Dem a Fight Me – 3:24
2. Money Again – 2:47
3. Vita da re 2 (ft. Entics) – 3:10
4. Gratta e vinci – 3:05
5. Good Girl Loves Badman (ft. Pink Empire) – 3:38
6. Honey (ft. Kushgad) – 2:44
7. Niente di male – 3:13
8. Una sola volta (ft. L'Elfo) – 2:51
9. Fresh – 2:46
10. Sole a mezzanotte (ft. Paska) – 2:23